# Điều khiển tự động
Điều khiển tự động là ứng dụng của lý thuyết điều khiển tự động vào việc điều khiển các quá trình khác nhau mà không cần tới sự can thiệp của con người. Một trong những dạng điều khiển đơn giản nhất là điều khiển vòng kín, một bộ điều khiển sẽ so sánh một giá trị đo được với một giá trị đặt, và xử lý tín hiệu sai số thu được để thay đổi đầu vào của quá trình, theo đó đầu ra được điều khiển ổn định quanh giá trị đặt. Điều khiển vòng kín trên là ứng dụng điều khiển phản hồi âm. Cơ sở toán học của lý thuyết điều khiển bắt đầu từ thế kỷ 18, và được phát triển hoàn thiện vào thế kỷ 20. 
Việc thiết kế một hệ thống với các đặc điểm của lý thuyết điều khiển thường yêu cầu các phản hồi điện hoặc cơ để thu nhận các biến đổi của đặc tính động học của các hệ thống điều khiển. Việc điều khiển được thực hiện thông qua điều chỉnh năng lượng đầu vào của hệ thống.

## Khối kiến thức chuyên ngành Điều khiển tự động
- Toán học cao cấp
- Vật lý Điện học
- Lý thuyết Trường điện từ
- Lý thuyết mạch
- Kỹ thuật mạch
- Máy điện
- Khí cụ điện
- Truyền động điện
- Điện tử công suất
- Cung cấp điện
- Lý thuyết điều khiển tự động
- Kỹ thuật Điều khiển tự động
- Đo lường điều khiển bằng máy tính
- Mạng nơ-ron
- Điều khiển mờ
- Trí tuệ nhân tạo
- Các hệ thống điều khiển hiện đại: PLC, SCADA, DCS, PAC,...
- Robot học (Robotics)
- Và các phương pháp Điều khiển hiện đại khác,...

## Các thành phần
Bản chất của quá trình điều khiển tự động là hệ thống phải tự vận hành để đạt được kết quả mong muốn bằng cách điều chỉnh các yếu tố đầu vào dựa trên các thuật toán và lý thuyết điều khiển. Các thành phần chính của một hệ thống tự động bao gồm:
- Cảm biến, dùng để đo lường các đại lượng cần điều khiển như nhiệt độ, độ ẩm, dòng điện...
- Bộ điều khiển, có thể là các cơ cấu vật lý đơn giản cho đến các bộ điều khiển kỹ thuật số chuyên dụng phức tạp hoặc là các máy tính nhúng.
- Thiết bị chấp hành, dùng để tác động theo đáp ứng của cảm biến theo lệnh của bộ điều khiển.
- Đối tượng điều khiển: Là các đối tượng được quan tâm điều khiển chẳng hạn là: lò hơi, động cơ và các thiết bị khác trong công nghiệp...

## Các chức năng
- Đo lường
- So sánh
- Tính toán
- Hiệu chỉnh

## Kiến thức nền
- Lý thuyết điều khiển tự động
- Lý thuyết cơ học ứng dụng
- Lý thuyết mạch điện
- Toán học cao cấp
- Ngôn ngữ lập trình
- Đo lường
- Xử lý số tín hiệu
- Kỹ thuật số
- Đo lường và điều khiển bằng máy tính
- Trường điện từ